# 摩納哥郵政

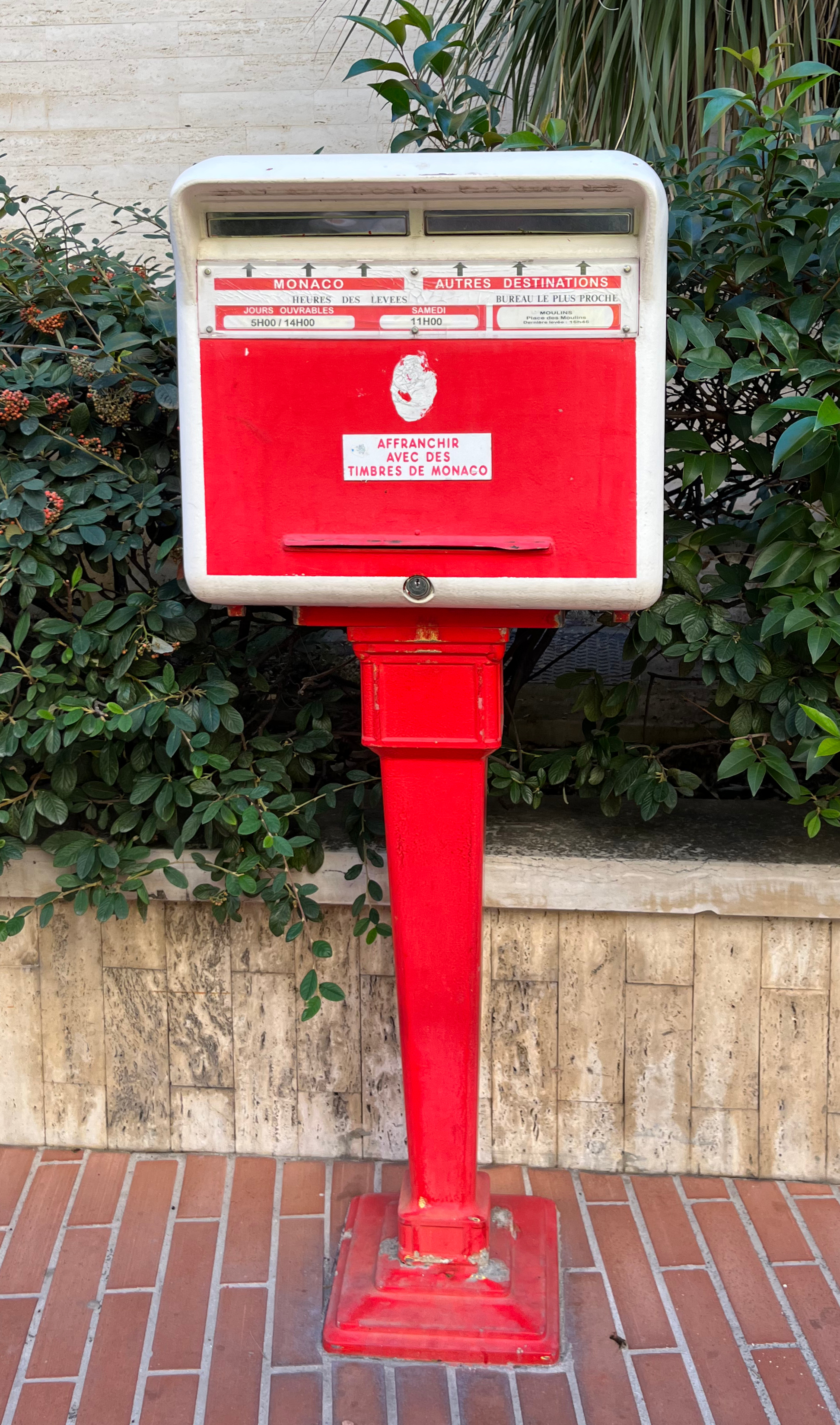

摩納哥郵政（法語：La Poste Monaco）是摩納哥的郵政服務公司，也是法國郵政的子公司之一。摩納哥郵政運營有七個郵局，公司總部位於蒙特卡羅。

## 外部連結
- 官方网站